# Социален модел
Социален модел в икономиката има няколко трактовки, като актуалните по отношение съвременните аспекти на стопанството са две.
Първата трактовка се свежда до схематично описание на дадени явления или процеси в обществото, а втората – до образец, служещ като еталон за възпроизвеждане.
На основата на тях социалния модел се възприема като съвкупност от елементи, формиращи националната система за социална сигурност; и като механизъм, осигуряващ връзката на тези елементи. Използването на термина се налага по различни причини, една от които е, че социално-икономическото развитие на една държава за сравнително дълъг период се характеризира като стабилно. Друг важен компонент, служещ за въвеждане на социалното моделиране са качествените характеристики и спецификата на дадена система, което предполага правенето на сравнения и отчитането на предимства и недостатъци. Критериите, по които се сравняват и преценяват моделите са от различно естество, като например критерии, засягащи спецификите на системата; степента на развитие на пазара на труда и пазара на услуги, както и тяхната структура и функциониране; мястото и ролята на държавата на пазара (т.е. избраната степен на намеса); източниците на финансиране и т.н. Приемат се и макроикономически критерии като процента на безработица и т.н.